# Teodoro I de Constantinopla
Teodoro I de Constantinopla foi o patriarca de Constantinopla de 677 a 679.. Teodoro, assim como Macário, patriarca de Antioquia, pressionaram o imperador bizantino Constantino IV para que ele tomasse medidas contra o recém-eleito Papa Agatão, que se declarou a favor da doutrina das duas vontades de Cristo durante a controvérsia monotelita.